# Turchia ai Giochi della XXIII Olimpiade
La Turchia partecipò ai Giochi della XXIII Olimpiade, svoltisi a Los Angeles, Stati Uniti, dal 28 luglio al 12 agosto 1984, con una delegazione di 46 atleti impegnati in dieci discipline.